# Cèdula d'habitabilitat de primera ocupació
La cèdula d'habitabilitat és un document administratiu que expedeix la Generalitat de Catalunya, que acredita que un habitatge compleix les condicions mínimes d'habitabilitat que preveu la normativa vigent i és apte per a ser destinat a residència de persones, sense perjudici que s'hi desenvolupin altres activitats autoritzades.
La cèdula s'anomena:
- de primera ocupació si es refereix a habitatges de nova construcció
- de primera ocupació de rehabilitació, quan s'atorga per a aquells habitatges que són el resultat d'una intervenció o procés de rehabilitació o gran rehabilitació.

Les dades que consten a la cèdula són:
- L'adreça i ubicació de l'habitatge
- La superfície útil de l'habitatge i de les habitacions
- Les estances i els espais que componen l'habitatge
- Ocupació máxima
- La identificació i titulació de la persona tècnica que certificat l'habitabilitat

A la cèdula no figura el nom de la persona propietària. Es tracta d'un document que acredita les condicions objectives d'habitabilitat d'un habitatge, amb independència dels seus titulars o ocupants.

## Requisits
La cèdula d'habitabilitat és necessària per a transmetre un habitatge en venda, lloguer o cessió d'ús, en primera transmissió o en posteriors (llevat dels supòsits d'exoneració que preveu la normativa vigent). També serveix per donar-se d'alta dels serveis d'aigua, electricitat, gas, telecomunicacions i altres serveis.

## Terminis i vigència
1. Es pot sol·licitar en qualsevol moment, a partir de la comunicació prèvia a l'ajuntament de la primera utilització i ocupació de l'edifici.
2. La cèdula d'habitabilitat de primera ocupació per habitatges de nova construcció té una vigència de 25 anys.
3. En els cas d'habitatges de gran rehabilitació ó rehabilitació la vigència és de 15 anys.